# Herman Roelstraete
Herman Jozef Roelstraete (Lauwe, 20 oktober 1925 – Kortrijk, 1 april 1985) was een Belgisch componist, zanger, organist, muziekpedagoog, dirigent en muziekhistoricus.

## Levensloop
In 1942 begon zijn studie aan het "Interdiocesaan Hoger Instituut voor kerkelijke muziek (voorloper van het Lemmensinstituut) in Mechelen. Hij studeerde daar bij Henri Durieux harmonieleer, Marinus de Jong piano en contrapunt, Flor Peeters orgel en Jules Van Nuffel koordirectie en muzikale esthetica. Zijn eerste compositie heet Kleine triptiek opus 1 voor orkest. In 1946 beëindigt hij zijn studies aan het Lemmensinstituut met veel succes. Aan het Koninklijk Muziek-Conservatorium te Brussel zet hij zijn studies voort. Hij besluit deze studies met eerste prijzen in de vakken gezang bij Maurice Weynandt en contrapunt bij Marcel Poot en orgel bij Paul de Maleingreau. In 1957 start hij met een studie van de dodecafonie bij Matthyas Seiber. In 1969 werd hij docent voor harmonieleer aan het Brussels conservatorium. Hij overleed in 1985 te Kortrijk. Hij had een speciale band met het dorp Vichte in West-Vlaanderen. Hij leidde er het kamerkoor van Musica Flandrorum met welk koor repetities hield in de Oude Kerk.
Bij de Oude Kerk (Vichte) werd hij later ook begraven. Zijn grafmonument werd vergund door bemiddeling van het provinciebestuur en de regering en opgericht met de steun van de "Stichting Herman Roelstraete".

## Koren en orkesten
Van 1944 tot en met 1952 was hij dirigent van het Kortrijkse Sint-Jozefskoor, een kerkelijk mannenkoor, dat ook wereldlijke liederen uitvoerde. Hij dirigeerde ook andere koren en orkesten. Van 1948 tot en met 1950 was hij dirigent van een ensemble van studenten en docenten van het conservatorium in Kortrijk. In 1950 stichtte hij het West-Vlaams Kamerorkest en dirigeerde het tot 1959. Van 1952 tot en met 1957 is hij dirigent van de Koninklijk koor- en orkestvereniging Peter Benoitkring te Izegem. In Harelbeke sticht hij het gemengd koor Reuzegom in 1953 en is eveneens tot 1963 dirigent. Als gevolg van een seminar voor gregoriaanse zang aan de Muziek-Academie te Izegem initieerde hij de stichting van de Scola Cantorum Cantemus Domino die hij voortdurend adviseerde. Hij was dirigent van het West-Vlaams Symfonieorkest. In 1961 stichtte hij het kamerkoor Pierre de la Rue en was dirigent van dit koor tot 1963.
Naast koren en orkesten stichtte Roelstraete ook de vereniging Musica Flandrorum. Dit had als doel de vergeten Vlaamse muziek opnieuw te promoten en bestond uit een kamerkoor, een muziekdrukkerij en een wetenschappelijke afdeling.

## Pedagoog en organist
In 1947 werd hij leraar voor gezang aan de stedelijke muziekschool Peter Benoit in Harelbeke. In 1950 werd hij directeur van de Vrije Muziekacademie in Izegem en hij voerde daar veranderingen door, maar om gezondheidsredenen geeft hij in 1977 de zaak over. In 1950 won hij de Prix Arnold voor orgel aan het Brussels conservatorium. In het gevolg werd hij ook concertorganist.

## Composities

### Werken voor orkest
- 1942 Kleine Triptiek opus 1
- 1951 Elegie opus 14 voor cello en orkest
- 1953 Sinfonia brevis opus 21, voor strijkorkest
- 1954 Zeer klassieke ouverture opus 24
- 1959 Symfonie nr.2 opus 39
- 1961 Serenata per archi opus 41, voor strijkorkest
- 1963 Kleine suite opus 20 Nr. 7
- 1968 Laus libertatis opus 79 Nr. 4, voor kamerorkest
- 1971 Divertimento secondo opus 81
- 1971 Symfonie nr.4 opus 82
- 1971 Kringloop opus 85, voor strijkorkest
- 1971 Concerto all'antiquo opus 168
- Romanza opus 162, voor hoorn en orkest

### Werken voor harmonie- en fanfare-orkesten
- 1959 Sinfonia piccola opus 20 Nr. 5, voor harmonieorkest
- 1971 Simfonie opus 75, voor harmonieorkest
- 1978 Preludio e ciacona opus 128, voor fanfare-orkest

### Werken voor orgel, piano en andere toetseninstrumenten
- 1944 Koraalfantasia opus 4 Nr. 1 voor orgel
- 1944 Adagio opus 4 Nr. 2 voor orgel
- 1954 Praeludium en Fuga in lydische toonaard opus 27, voor orgel
- 1956 Koraalvoorspelen opus 32 voor orgel
- 1962 25 Praeambula pusilla opus 46 voor orgel
- 1967 Drie sonatines opus 66, voor orgel
- 1969 Zes inventies opus 79 Nr. 1, voor piano of klavecimbel
- 1972 Drie modale fantasias opus 95, voor (groot) orgel
- 1975 Avondkantieken opus 110, voor orgel
- 1979 Meditationes vespertinae opus 131, voor orgel
- 1980 Drie suites opus 134, voor orgel

### Missen, geestelijke muziek en koorwerken
- 1942 Missa prima opus 4, voor gemengd koor en orgel
- 1947 Drie Geestelijke Gezangen opus 6, voor mannenkoor
- 1948 Missa in honorem Sancti Amandi opus 8 voor gemengd koor en orgel
- 1949 Missa recitata opus 10, voor driestemmig mannenkoor
- 1949 Geestelijke liederen opus 15 voor solo-zang, gemengd koor en orgel
- 1949 Achttien oudnederlandse volksliederen opus 29, voor gemengd koor
- 1952 Missa salvatori opus 16, voor gemengd koor en orkest
- 1956 Missa quinta in honorem sancti Johannis Baptistae opus 33, voor gemengd koor en orgel
- 1959 Liederen ter ere van onze lieve vrouw van "Sint Jan" te Poperinge opus 153 voor gemengd koor en orgel
- 1961 Benedicamus Domino opus 45, voor gemengd koor
- 1961 Lichtbericht voor mensen opus 47 voor gemengd koor - tekst: Jacques Coryn
- 1962 Middeleeuwse triptiek opus 49, voor driestemmig mannenkoor
- 1962 Vier Oud-Nederlandse Kerstliederen opus 57, voor gemengd koor
- 1963 Missa de Sancta Magdalena opus 52, voor gemengd koor
- 1963 De caritate Christo opus 54, voor sopraansolo, gemengd koor en orkest
- 1963 Drie religieuze liederen opus 96, voor gemengd koor en orgel
- 1967 Adventmis opus 68 Nr. 2, voor gemengd koor en orgel
- 1967 Drie religieuze liederen opus 97, voor gemengd koor
- 1967 Kersthallel opus 48, voor mezzo-sopraan, tenor en 5- of 6-stemmig gemengd koor
- 1969 Bloemen op de ruiten opus 78 Nr. 4 voor koor
- 1972 Cantiones sacrae opus 86 Nr. 1 voor gemengd koor
- 1972 Missa Pia opus 87, voor gemengd koor
- 1973 Missa de beata Maria (proprium) opus 100, voor gemengd koor en orgel
- 1973 Missa brevis opus 101, voor gemengd koor en orgel
- 1973 Exodus opus 103, voor gemengd koor, hoorn-solo, koperblazers-sextet, slagwerk, piano en orgel
- 1974 Drie oude Marialiederen opus 106 voor gemengd koor
- 1975 Twee Psalmliederen opus 107, voor gemengd koor
- 1975 Geuzenliederen-suite opus 108, voor gemengd koor en instrumentaalensemble ad libitum
- 1975 Vijf Kerstliederen opus 109, voor gemengd koor
- 1976 Maria, red ons land opus 129 voor gemengd koor en orgel
- 1977 Zeven oude Koraalzangen opus 123, voor gemengd koor
- 1979 Misgezangen voor beloken tijd opus 133 voor gemengd koor en orgel
- 1983 Missa oranda opus 148, voor gemengd koor en orgel
- 1985 Drie offertoria opus 152, voor gemengd koor
- Vijf Arrangements von Vlaamse volksliederen voor gemengd koor (SATB)
- Onze Vader voor gemengd koor
- Evangelie opus 166, voor gemengd koor
- 's Nachts wordt de zee opus 170 Nr. 1 voor gemengd koor en piano
- Aan U, o Jezus voor gemengd koor
- Hoe rij die Boere voor koor en orkest
- Kleuter-suite opus 176 Nr. 1 voor kinderenkoor en orkest
- Missa J. N. Bartholomeus opus 165, voor gemengd koor en orgel
- Missa "Conceptio tua" opus 175, voor gemengd koor
- Rij maar an opus 176 Nr. 3, voor koor en orkest

### Kamermuziek
- 1948 Sonatina opus 7 voor viool en piano
- 1960 Voorspel en rondedans opus 42 voor altviool en piano
- 1961 Terzet opus 44 voor strijkers-trio

- Bibliothèque nationale de France: cb140092473 (data)
- Gemeinsame Normdatei: 111475269X
- International Standard Name Identifier: 0000 0000 4516 9679
- Library of Congress Control Number: nr89003545
- MusicBrainz: 47a627c7-15e0-48d5-bd07-97254169f008
- Nationale Bibliotheek van Tsjechië: pna20201095312
- Nederlandse Thesaurus van Auteursnamen: 073573779
- Virtual International Authority File: 2668316
- WorldCat: E39PBJqqxHBmKBbQJ6rhFh34v3